# Цыбин, Владимир Николаевич (музыкант)
Влади́мир Никола́евич Цы́бин (11 [23] июля 1877, Иваново-Вознесенск — 29 мая 1949, Москва) — российский и советский флейтист, профессор Московской и Санкт-Петербургской консерваторий, дирижёр, композитор. Считается основоположником русской отечественной школы игры на флейте. Заслуженный деятель искусств РСФСР (1946).

## Биография
Родился в музыкальной семье, отец — скрипач и дирижёр провинциального оркестра Николай Михайлович Цыбин, мать — пела и немного играла на гитаре. После переезда семьи в Москву отец Володи умер от чахотки, когда мальчику было 9 лет, и мать определила его (а позже и его младшего брата Петра) учеником в духовой оркестр 12-го гренадерского Астраханского полка, где он с 1886 по 1890 год учился игре на флейте-пикколо, пел в хоре и обучался грамоте. С 1889 по 1895 учился в Московской консерватории по классу флейты В. Кречмана. В 1895—1896 годах — солист оркестра Театра Ф. Корша. В 1896 году поступил по конкурсу в Большой театр пикколистом, а через некоторое время начал иногда замещать стареющего Фердинанда Бюхнера на посту флейтиста-солиста.
В 1907 году переехал в Санкт-Петербург, где в связи с кончиной Эрнесто Кёлера поступил по конкурсу на освободившееся место флейтиста-солиста в Мариинском театре, проработав там до 1920 года. Летом 1909 года участвовал в гастрольной поездке труппы театра в Париж, выступив в театре Шатле в рамках «Русских сезонов» Сергея Дягилева. Параллельно работе флейтиста-солиста в оркестре, с 1910 по 1914 год, в 30-летнем возрасте, получал второе образование в Санкт-Петербургской консерватории по двум факультетам — теории композиции и дирижированию. Композицией занимался под руководством Александра Глазунова, чтением партитур — у Анатолия Лядова, дирижированием — у Николая Черепнина. В классе Черепнина В. Н. Цыбин учился вместе с С. С. Прокофьевым, с которым поделил выпускной вечер.
После смерти Ф. Степанова в 1914 году Цыбин занял его место в Петроградской консерватории, где вёл класс флейты до 1920 года (с 1917 — профессор). Летом 1915 года состоял директором Павловского музыкального вокзала. В 1918—1919 годах являлся ассистентомРикардо Дриго, главного дирижёра оркестра балетного состава Мариинского театра.
В 1920 году по семейным обстоятельствам переехал в Москву. В том же году вместе с женой Елизаветой Тимофеевной (1884—1975) основал в г. Пушкино в доме Берга на собственные средства музыкально-художественный детский дом (впоследствии детская музыкальная школа № 1). В этой музыкальной школе-интернате получили музыкальное образование многие беспризорные дети, некоторые из которых стали впоследствии профессиональными музыкантами (флейтист А. А. Баранников, фаготист В. А. Малиновский, скрипач, а впоследствии директор Московского театра оперетты В. П. Ефремов и др.). Цыбин оставался руководителем этого учебного заведения около 10 лет, написал для своих подопечных оперную постановку, а также учебник по элементарной теории музыки. С 1921 по 1929 год работал солистом Большого театра. После кончины В. В. Кречмана Цыбин с 1923 года возглавил класс флейты в Московской консерватории, где преподавал до конца своей жизни. Во время Великой Отечественной войны (1941—1945) был заведующим кафедрой духовых инструментов. В периоды с 1936 по 1941 и с 1944 по 1948 год совмещал педагогическую работу в консерватории с работой на Военно-дирижёрском факультете. С 1938 по 1948 год работал преподавателем класса флейты в музыкальном училище при Московской консерватории.
Цыбины являются родителями авиационного и космического конструктора Павла Владимировича Цыбина (1905—1992).
Заслуженный деятель искусств РСФСР (1946).
Похоронен на Введенском кладбище (11 уч.).

## Творчество
Игра Цыбина всегда отличалась присущей только ему красотой звучания, выразительностью, богатством тембровых оттенков, достигаемых блестящей техникой владения инструмента и творческой фантазией. Сравнивая игру В. Н. Цыбина с игрой выдающегося французского виртуоза, профессора Парижской консерватории Поля Таффанеля (посетившего в конце 1890-х годов Москву), И. В. Липаев писал: 
«Но и у нас был незаменимый флейтист — В. Н. Цыбин, несомненно, могущий быть поставленным рядом с Таффанелем. Но между ними есть и разница: Цыбин играл более осмысленно, содержательно, чем Таффанель. Техническая сторона игры Цыбина конечно несколько уступала технике Таффанеля. И здесь опять-таки всё обуславливалось художественными замечаниями: вся техника у Цыбина органически входила в пьесу, тогда как у Таффанеля она самодовлела».
 Цыбин гастролировал как солист и в составе оркестров в Москве, Ленинграде, Павловске, Киеве, Баку, Ростове-на-Дону, Кисловодске, Севастополе, Ялте, а также в Париже («Русский Сезон» Сергея Дягилева); играл под управлением таких дирижёров как Бруно Вальтер, Рихард Штраус, Сергей Кусевицкий, Э. Направник, Н. Голованов. Играл на флейте системы Бёма, но также владел и аппликатурой флейт простых систем (на которых играл в детстве в полковом оркестре). Любимый ученик Цыбина, Юлий Ягудин, так писал о его игре: 
«В. Н. Цыбин, будучи большим виртуозом, имея великолепный звук, увлекал творческой, свойственной только ему манерой исполнения. В любую каденцию или пассаж он вкладывал что-то своё, Цыбинское, что выгодно отличало его от других исполнителей, так как богатая творческая инициатива, громадная музыкальность и фантазия не могли оставить в зале равнодушного слушателя»
.
Обладая незаурядным композиторским дарованием, Владимир Николаевич Цыбин создал большой, качественно новый репертуар для флейты: три Концертных аллегро, Анданте, Тарантеллу, 10 концертных этюдов для флейты, пьесы, квинтет флейт, квинтет, секстет и септет духовых, сборники переложений, обработок для флейты, упражнения. Композитор отлично знал специфику флейты и её возможности, блестяще исполняя собственные произведения. Его концерты для гобоя, кларнета, валторны, трубы и других инструментов представляют собой несомненную художественную ценность. Владимир Цыбин — автор ряда крупных музыкальных сочинений, среди них Симфония, Балетная сюита, Кантата, симфонические поэмы, опера «Сказка о мёртвой царевне и семи богатырях» (по Пушкину), опера-балет «Фленго» (по В. Гюго) и другие произведения.
Воспитал целую плеяду известных флейтистов. Его педагогические принципы, методика преподавания зафиксированы в учебнике «Основы техники игры на флейте» (1940), а также во множестве педагогических и методических работ, оставшихся в рукописях. Среди его учеников — ряд известных флейтистов, профессоров: Николай Платонов, Борис Тризно, Юлий Ягудин, Александр Корнеев, Григорий Мадатов и другие.
Дирижёрскую деятельность начал с 1893 года, заменяя капельмейстера полкового духового оркестра. С 1894 года работал регентом любительского церковного хора в Москве. В 1898 году дирижировал военным оркестром медных духовых в Ярославле. После обучения на дирижёрском факультете Санкт-Петербургской консерватории (1910—1914) дебютировал в качестве дирижёра в Мариинском театре в опере «Богема» и в Большом театре в балетах «Коппелия» Делиба и «Волшебное зеркало» Корещенко. Во время летних сезонов 1916—1917 годов дирижировал симфоническим оркестром Саратова. В течение 1918—1919 годов являлся ассистентом Рикардо Дриго в оркестрах балетного состава Мариинского театра. В 1920—1930-х годах регулярно дирижировал студенческим оркестром Московской консерватории. В 1930 году дирижировал симфоническим оркестром кинотеатра «Ударник» в Москве.

## Сочинения

### Симфонические и другие крупные произведения
Для симфонического оркестра
- Балетная сюита для симфонического оркестра (около 1908)
- Симфония ми мажор (1914, дипломная работа)
- Торжественный марш к 800-летию Москвы для симфонического оркестра (1947)
- Торжественный марш, посвящённый 25-летию Красной Армии для симфонического оркестра
- Переложение романса Ф.Шопена «Желание» для симфонического оркестра и «Карнавала» Шумана для симфонического и для струнного оркестров. (манускрипт, РГАЛИ)

Вокальные произведения
- детская опера «Сказка о мёртвой царевне и семи богатырях» (по произведению А. С. Пушкина, 1920)
- Кантата «1 мая» для солистов, хора и оркестра (1924)
- опера-балет «Фленго» (муз.-драм. эпизод из времён Парижской Коммуны по произведению В. Гюго «Гаврош», 1926—1927, Москва)
- оперная инсценировка басни Демьяна Бедного «Куры». Клавир. (1928, манускрипт, РГАЛИ)
- Гимн Октябрю для хора и оркестра

Для духового оркестра
- Симфоническая поэма для духового оркестра — Воспоминания о героях Великой Отечественной войны 1941-45 гг. (1944)
- Торжественный марш к 30-летию Октябрьской революции для духового оркестра (1947)
- «Бравурный марш» для духового оркестра, посвящается Гордону.

### Произведения для флейты
- Переложения фортепианных пьес Чайковского для флейты и фортепиано (около 1923)
- Пьесы для флейты и фортепиано («Рассказ», «Колыбельная», «Листок из альбома», «Мелодия», «Менуэт», «Старинный немецкий танец», «Улыбка весны», «Каприз», «Тема и вариации», «Пионерский Марш», «Болеро», «В колыбельке», «Эскиз», «Снежные брильянты», «Вокализ», «Лирическая мелодия», «Васильки», «Юношеские портреты Гайдна, Моцарта, Бетховена», «Бабочка»; около 1923)
- 10 концертных этюдов для флейты и фортепиано (N8 «Ноктюрн» — около 1923; N3 «Сафронов» — первое издание 1929, Циммерман; весь сборник — первое издание 1936, Москва)
- 15 этюдов средней трудности для флейты с фортепиано
- Концерт ля минор (Концертное аллегро N1) для флейты и фортепиано (1921 г., первое издание Музгиз, 1950)
- Концертное аллегро N2 для флейты и фортепиано (1927 г., первое издание 1946, Москва)
- Анданте (и рондо) для флейты и фортепиано (первое издание Музгиз, 1955, Рондо утеряно)
- Тарантелла для флейты и фортепиано (около 1930, первое издание 1947, Москва)
- 24 этюда для флейты (около 1930, не издавалось)
- Концертное аллегро N3 для флейты и фортепиано (1946)
- Концертные обработки отрывков из опер Глазунова, Мусоргского, Чайковского, Глинки для флейты и фортепиано
- Скерцо ля мажор для флейты, гобоя, кларнета, фагота и валторны (1928, рукопись, РГАЛИ)
- Скерцо N2 до минор для флейты, гобоя, кларнета, фагота, валторны и фортепиано (1928, рукопись, РГАЛИ)
- Квартет для духовых инструментов (не издавалось, рукопись утеряна)
- Септет для деревянных и медн. духовых инструментов, посвящённый героям Отечественной Войны (не издавалось, рукопись утеряна)
- Квинтет флейт («Рондо в русском стиле»)[8](1947, рукопись, РГАЛИ)
- Серенада для флейты, скрипки, виолончели и арфы (не издавалось, рукопись утеряна)
- 35 русских песен для флейты и фп. (рукопись утеряна)

### Концерты для других инструментов
- Концерт для кларнета с фортепиано (1929, редакция и возможно первое исполнение А. Володин)
- Концерт для арфы со струнным квартетом (оркестром) (1939, первое исполнение К. Эрдели)
- Концерт для гобоя с оркестром (1942, первое исполнение И. Ф. Пушечников, первая часть — Музгиз, 1951, 2 и 3 чч. — рукопись, РГАЛИ)
- Концерт для трубы с оркестром (1943, первое издание Москва, 1949)
- Концерт для валторны с оркестром ми бемоль мажор (1948, рукопись, РГАЛИ, издан в 1952)

### Прочие произведения
- Романсы и песни для высокого голоса и фортепиано на слова А. К. Толстого, М. Ю. Лермонтова, К. Д. Бальмонта, Ф. И. Тютчева и др. (1911—1948; рукопись, РГАЛИ)
- Струнный квартет (Анданте и скерцо) (рукопись, РГАЛИ)
- Романс для скрипки и фортепиано (не издавалось, редакция рукописи и возможно первое исполнение А.Ямпольский)
- Сюита для скрипки и фортепиано в 5 частях (не издавалось)
- Танец для скрипки и фп. (рукопись, РГАЛИ)
- «Грустная песнь». Баллада для виолончели и фп. (1930, не издавалось)
- Серенада для арфы си бемоль мажор (рукопись, РГАЛИ)
- Серенада для скрипки, виолончели и фортепиано
- Две сонаты для валторны и фортепиано
- Тема и вариации для гобоя и фортепиано (1947)
- «Скерцо» для трубы и фортепиано
- Романс для трубы с оркестром
- Баллада для фортепиано
- Вальс для фортепиано «Любовь Зины» (рукопись, РГАЛИ)